# Còpia de seguretat
En informàtica una còpia de seguretat (backup en anglès) fa referència a la còpia d'informació que es realitza per tal de ser restaurada en cas de pèrdua de dades o en cas de ser requerida amb posterioritat.
Normalment les dades es copien en un mitjà d'emmagatzemament diferent al de l'origen de les dades. Tradicionalment s'han utilitzat mitjans d'emmagatzemament extraïbles que poden ser desats físicament separats dels ordinadors on es realitzen les còpies, com poden ser: discos durs externs, CD-ROM, cintes magnètiques (DAT), etc. Tot i així, cada cop s'utilitzen més -especialment en grans servidors i empreses- sistemes de còpia de seguretat remota que realitzen les còpies de forma automàtica a través de la xarxa.
Les còpies de seguretat han esdevingut una part crítica de la planificació informàtica de les empreses i més concretament de la seva política de seguretat i és una de les principals mesures que s'adopten per a protegir-se d'incidents de seguretat informàtica. Una pèrdua d'informació en un negoci es podria convertir en una significant pèrdua econòmica, tant, que fins i tot un estudi diu que un 20% d'empreses que pateix una pèrdua important de dades es veu obligada a tancar. Una pèrdua de dades pot provocar:
- Disminució del nombre de clients.
- Pèrdua de la imatge de l'empresa.
- Pèrdua de temps.
- Pèrdua d'oportunitats de negoci.
- etc.

Les còpies de seguretat poden ser del sistema o de dades. Les del sistema tenen com a objectiu poder rearrencar un sistema després d'un incident de seguretat i, per tant, realitzen una còpia dels fitxers del sistema operatiu i del programari instal·lat. Per altra banda, les còpies de seguretat de dades sols pretenen recuperar informació i realitzen còpies de fitxers de dades o bases de dades.

## L'emmagatzematge, la base d'una còpia de seguretat
En cada còpia de seguretat realitzada usualment no es guarden la totalitat de les dades del sistema. Els arxius que es guarden en ella poden variar: arxius del sistema operatiu, bases de dades, dades d'usuari, repositoris, arxius multimèdia, etc. S'ha d'evitar fer còpies d'arxius innecessaris per aprofitar l'espai disponible i reduir el temps de còpia i recuperació. Per aquesta raó, existeixen diversos models de còpia.

### Models de còpia
- Còpia total: consisteix a copiar totes les dades del sistema. L'avantatge principal d'aquest tipus de còpia és que es disposarà de la totalitat de les dades en un únic suport físic. Això permet restaurar les dades en un temps mínim. No obstant, el seu inconvenient és que el temps requerit per realitzar la còpia és molt elevat.[3]
- Còpia incremental: consisteix a copiar únicament les dades que hagin estat modificades respecte a una còpia anterior, independentment del seu tipus. L'avantatge d'una còpia incremental respecte a una total és que es copien una menor quantitat de dades i, per tant, el temps requerit és molt inferior. D'altra banda, el temps necessari per restaurar una còpia incremental és superior, ja que primers'haurà de restaurar la còpia total i després totes les còpies incrementals en ordre cronològic.[3]
- Còpia diferencial: similar a una còpia incremental, però en aquest cas es copien només les dades que s'hagin creat o modificat respecte a l'última còpia total. Per tant, el volum de dades copiades és superior a una incremental però el seu temps de restauració és inferior, ja que només s'haurà de restaurar la còpia total i la diferencial.[3]

### Suport d'emmagatzematge
Independentment del model de còpia utilitzat, les dades s'emmagatzemen en un suport físic d'emmagatzematge. Aquest suport físic s'ha de trobar en un lloc segur i s'ha de tenir sempre, com a mínim una còpia, fora del sistema del qual fem el backup. En entorns professional s'haurien de tenir en compte els següents punts:
- No guardar-los en la mateixa sala on es troben els ordinadors de l'empresa.
- Guardar-los en caixes ignífugues i hidròfugues.
- Seguir les normes de manteniment físic (i.e. allunyar-los de camps magnètics, etc.)
- No deixar-los en llocs fàcilment accessibles, ja que contenen dades privades.

Els dispositius més utilitzats per emmagatzemar còpies de seguretat són els següents:

#### Cinta magnètica
La cinta magnètica ha estat històricament el mitja més utilitzar per emmagatzemar còpies de seguretat, ja que la seva relació capacitat/preu era millor que la dels discos durs, però actualment aquesta diferència no és tan significativa.
L'any 2014, Sony anuncia una cinta magnètica amb una tecnologia que permetria una capacitat d'emmagatzematge de fins a 185 TB. Això fa que la cinta continuï sent un el mitjà per excel·lència a l'hora de realitzar còpies de seguretats de grans volums de dades.

#### Disc dur
La relació capacitat/preu del disc dur ha millorat considerablement en els últims anys i actualment és un dels mitjans més utilitzats per emmagatzemar còpies de seguretat. Els seus avantatges són la seva disponibilitat, capacitat i el seu baix temps d'accés.
Actualment,la capacitat dels discos durs pot arribar fins als 8 TB. Aquesta capacitat és molt inferior a la de les noves cintes magnètiques, però per altra banda, el temps d'accés als discs durs continua sent molt superior.

#### Emmagatzematge òptic
CDs, DVDs i Blu-ray són els mitjans d'emmagatzematge més utilitzats per realitzar còpies de seguretat a l'àmbit personal. La seva capacitat i velocitat són inferiors a les dels disc durs, però el seu baix cost fan que siguin molt accessibles pels usuaris que volen copiar les dades del seus ordinadors personals.
La capacitat d'emmagatzematge del Blu-ray pot arribar fins a 1 TB en els models més avançats. Per tant, és un medi inviable per realitzar còpies de seguretat de grans volums de dades.

#### Emmagatzematge d'estat sòlid
Grup compost per memòries flash, USBs, targetes SD, etc. La seva capacitat és inferior a la dels discos durs i el seu preu és molt més elevat, però la seva velocitat també és superior i permet realitzar còpies de seguretat en un temps molt reduït.
Un disc SSD pot arribar aproximadament fins a 1 TB de capacitat. Aquesta capacitat és molt inferior a la de les cintes magnètics o discos durs tradicionals, però la seva velocitat és infinitament superior. Per tant, és un medi ideal per emmagatzemar còpies de seguretat de volums de dades molt reduïts però on el temps de restauració sigui un factor primordial.

#### Disc flexible
A la dècada dels 80, el disc flexible era el mitjà per excel·lència a l'hora d'emmagatzemar dades. Actualment, i per culpa de la seva poca capacitat, és un mitjà obsolet.
Els últims models comercials van arribar fins als 200 MB de capacitat d'emmagatzematge.

## Planificació de les còpies de seguretat
Per establir una bona política de còpies de seguretat, caldrà escollir la combinació entre model de còpia i suport d'emmagatzematge més adient en cada situació. Algun dels aspectes a tenir en compte són:
- El volum de dades a copiar.
- El cost econòmic del mitjans d'emmagatzemament utilitzat i del seu manteniment.
- L'operativitat de la solució escollida tant pel que fa al temps de còpia com el de recuperació.
- La periodicitat de les còpies. Com més alta la freqüència major capacitat de recuperació es tindrà.
- El nombre de còpies. És una bona pràctica realitzar diverses còpies de seguretat i, a més, guardar-les en ubicacions geogràficament separades. D'aquesta manera, augmentem la seguretat davant de desastres naturals.
- La compressió de les dades. Redueix el volum a copiar, però incrementa el temps de còpia i recuperació.

## Programari per a realitzar còpies de seguretat
Existeixen moltíssimes aplicacions software per a realitzar còpies de seguretat. En aquesta secció se'n llisten algunes de les més importants.

### Per a grans empreses
- AMANDA
- BackupPC
- Bacula
- CommVault
- EMC Networker
- IBM Spectrum Protect
- Veeam Backup & Replication
- Veritas Netbackup

### Per a ordinadors personals o petites xarxes
- Acronis True Image
- cpio
- duplicity
- dump
- tar
- rsync
- Paragon Backup & Recovery
- Duplicati
- SyncBackSE
- Symantec Backup Exec
- Norton 360
- Time Machine
- Windows Live OneCare